# 昂赞
昂赞（法語：Anzin，法語發音：[ɑ̃zɛ̃]），法国北部城市，上法兰西大区诺尔省的一个市镇，隶属于瓦朗谢讷区，其市镇面积为3.6平方公里，2022年1月1日时人口数量为13,417人，在法国城市中排名第733位。
昂赞位于诺尔省中部，瓦朗谢讷市区西北侧，是瓦朗谢讷重要的近郊卫星城。

## 地名来源

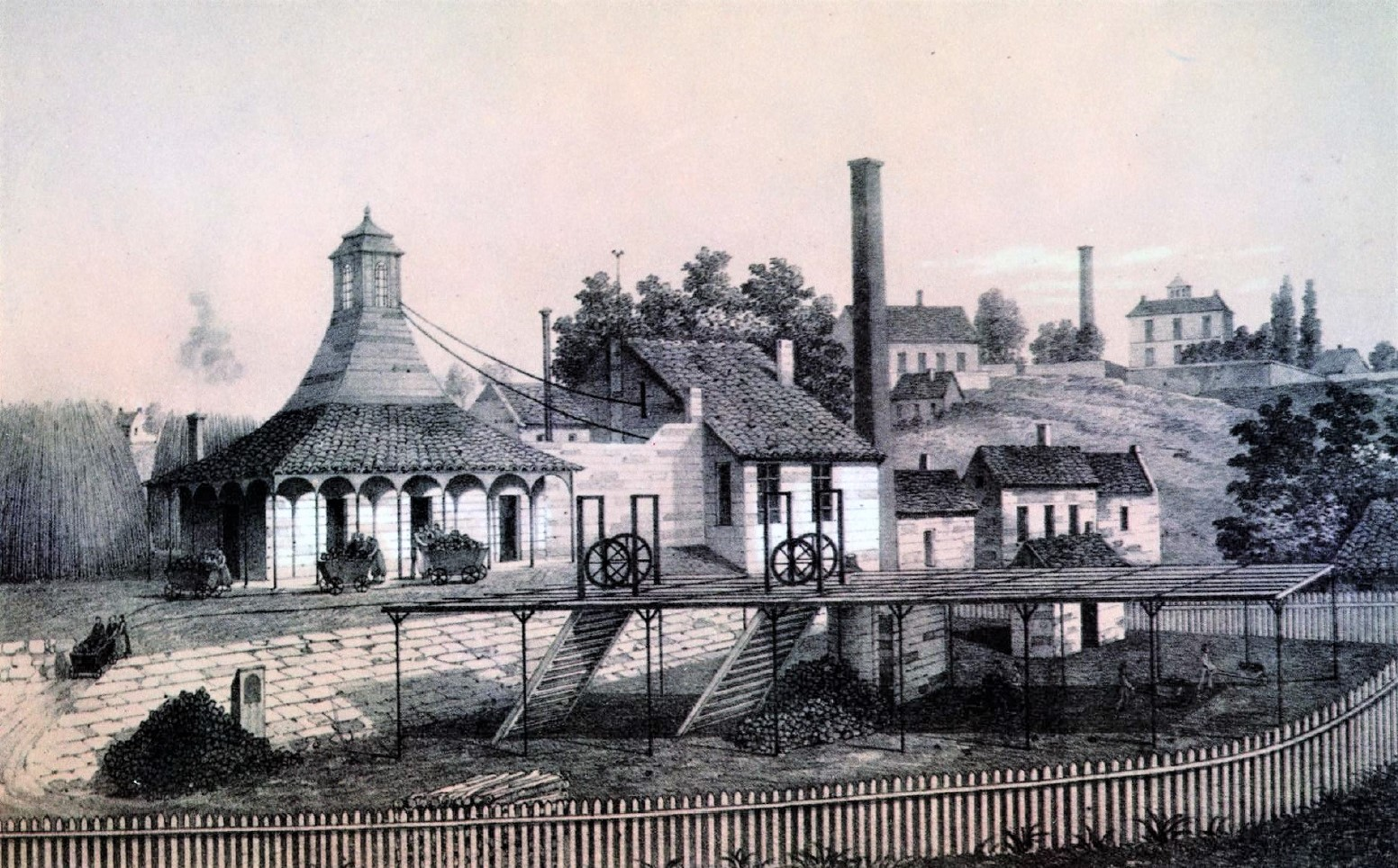
19世纪初昂赞境内的一处矿井

根据法国地理学家阿尔贝·多扎和夏尔·罗斯坦的描述，“昂赞”一名来源于日耳曼人物，后者生平不详。

## 历史
昂赞最初于公元9世纪被记载，后长期为一处普通村落，是1567年瓦朗谢讷围城战的主要战场。法国大革命后，昂赞成为诺尔省的一个市镇。18世纪时，当地发现煤炭资源，并得以开采，当地成立了昂赞矿务局。工业革命期间，昂赞境内出现了多处机械矿井，人口数量大幅增加，成为瓦朗谢讷的重要近郊居民区。19世纪末至二战时期，瓦朗谢讷老式有轨电车的一条线路途径境内。二战后，因煤矿关闭，当地失业率急剧上升，出现了一系列社会问题。

## 地理

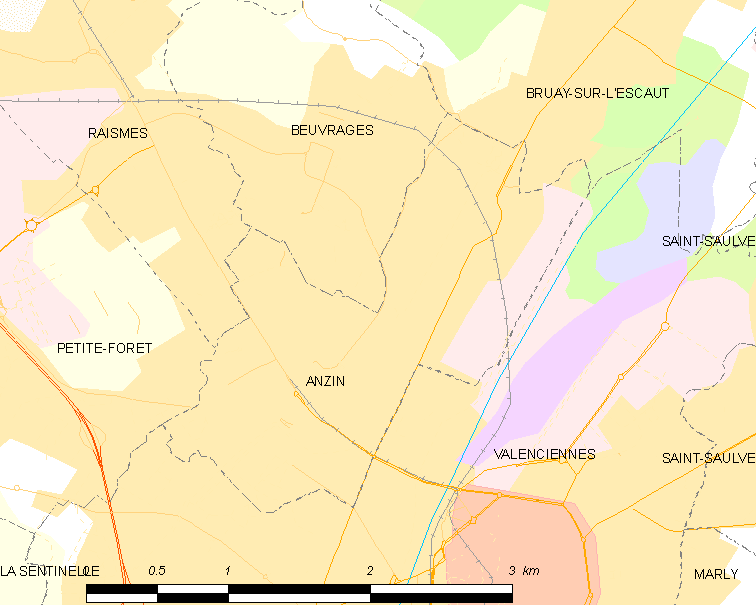
昂赞市镇范围地图

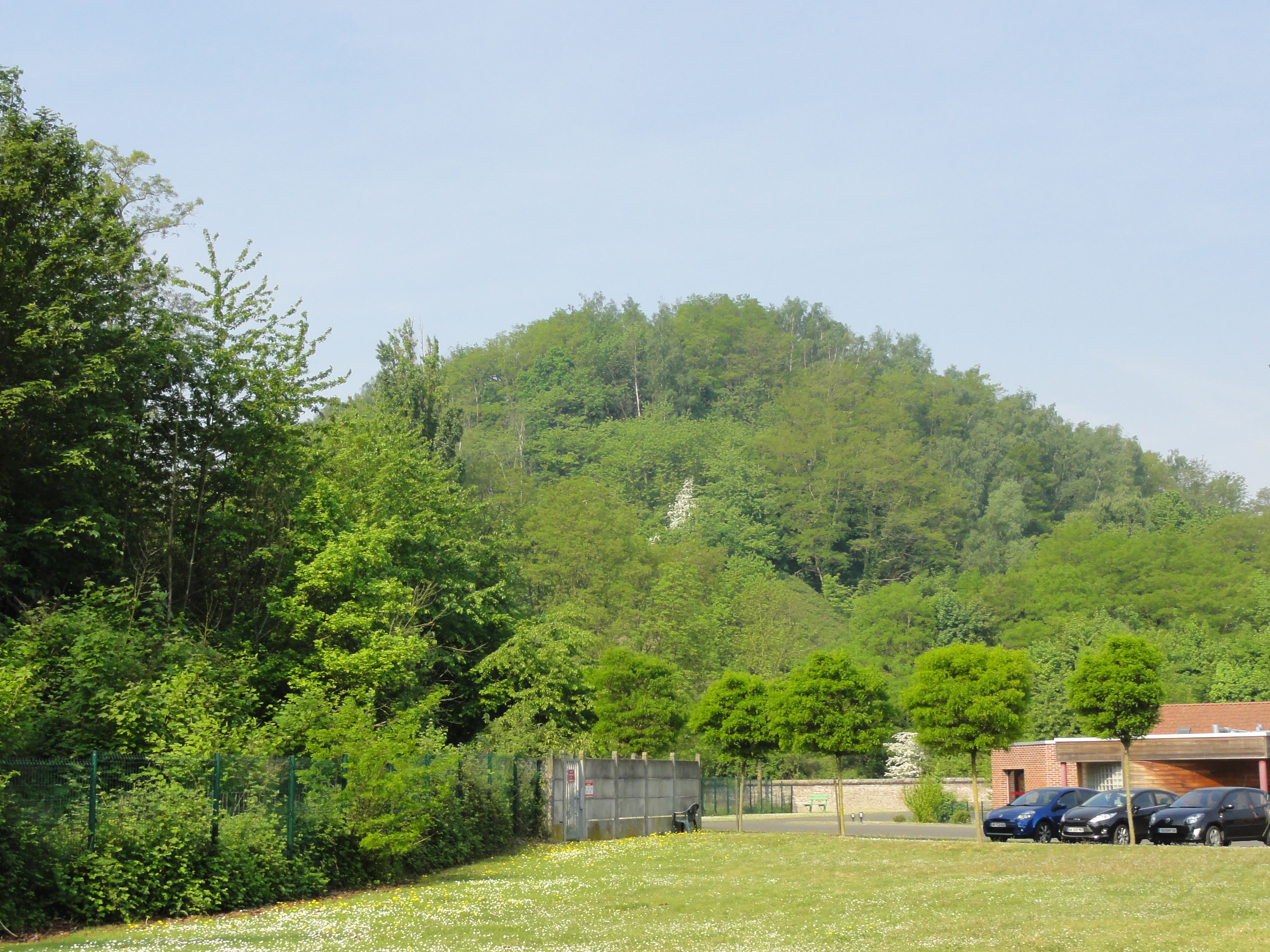
昂赞境内的一处尾矿坝形成的圆锥山

昂赞位于法国北部，上法兰西大区东北部和诺尔省中东部，距离省会里尔大约49公里。与昂赞接壤的市镇包括：伯夫拉日、瓦朗謝訥、埃斯科河畔布律埃、珀蒂特福雷、赖姆。

### 地形
昂赞位于佛兰德平原腹地，境内以平原为主，境内南侧有一处小坡，被称为“昂赞山”（Mont d'Anzin），此外有几处煤矿开采而形成的尾矿堆，经常年风化和草木生长已成为锥形山，全境海拔在18到95米之间。

### 水文
埃斯科运河流经境内东北部。

### 植被
昂赞属于温带落叶林区，当皮埃尔公园（Parc Dampierre）位于市区南部，是当地主要的绿地公园，此外市区北部亦有林地分布。

### 气候
昂赞在柯本气候分类法中属于温带海洋性气候。

## 行政区划
昂赞是法国上法兰西大区诺尔省的一个市镇，编号为59014。昂赞隶属于瓦朗谢讷区，管理昂赞县，同时也是瓦朗谢讷都会城市圈公共社区的组成部分。
昂赞市镇被划为5个街区，并实行街区自治制度。
法国国家统计与经济研究所（简称）在进行数据统计时，将昂赞及相邻的另外55个市镇设为瓦朗谢讷城市核心区，并将包括核心区在内的周边共90个市镇划为瓦朗谢讷城市区。同时，还将昂赞市镇分为了6个“块区”（IRIS），以便于统计人口分布情况。

## 交通

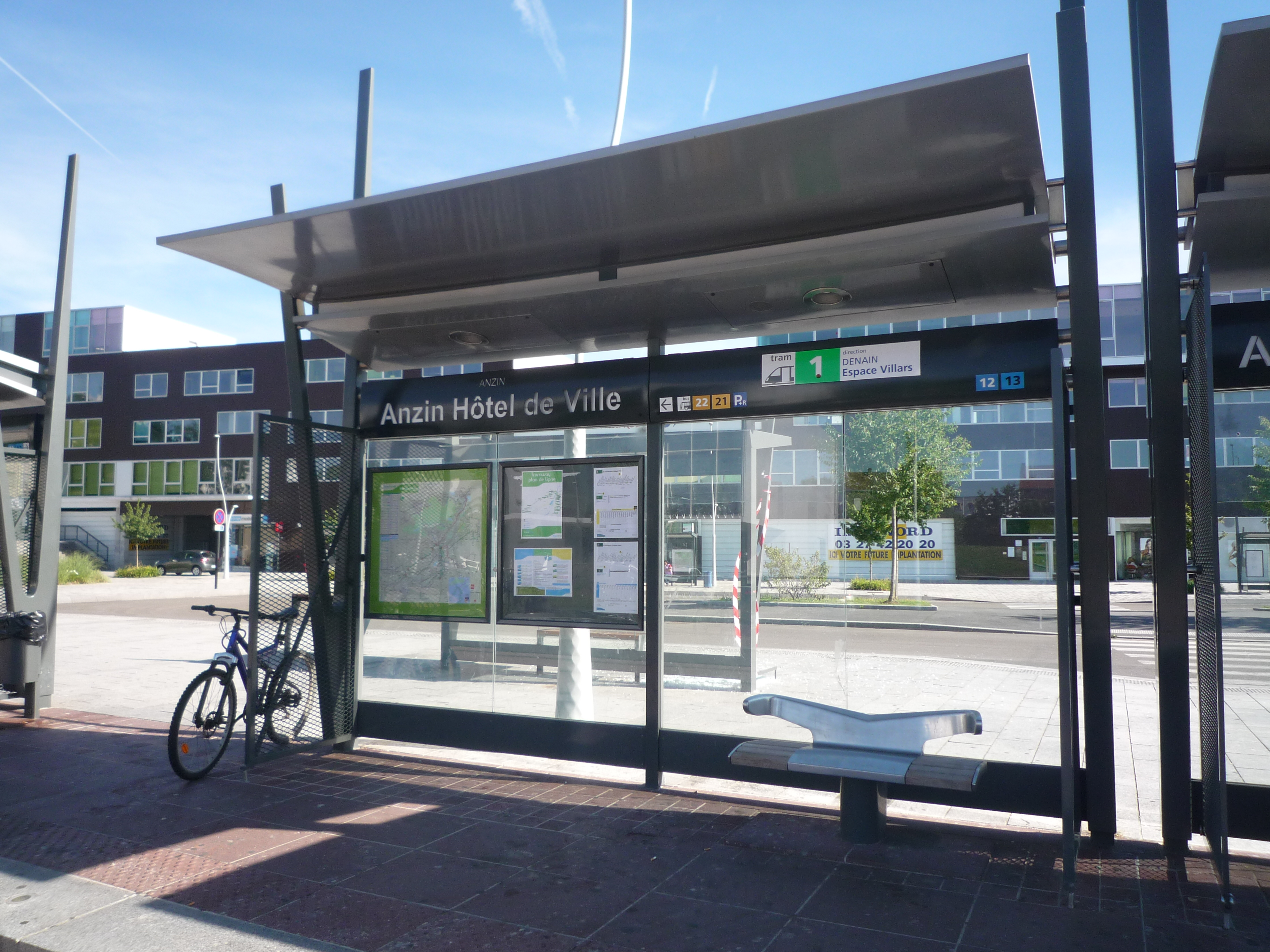
瓦朗谢讷公交“昂赞市政厅”站

### 公路
多条诺尔省省道在昂赞境内交汇，上法兰西大区下属的城际客运提供巴士线路，可前往周边部分市镇。
2017年，63.4%的昂赞家庭拥有至少一辆的私人汽车。2018年，昂赞境内共发生各类交通事故3起，造成4人受伤。

### 铁路
里尔－伊尔松铁路经过昂赞境内但未设站点。距离昂赞最近的铁路车站为瓦朗谢讷站，该站停靠直达巴黎的高速列车和前往里尔、杜埃、康布雷、热蒙和伊尔松等地的区域列车。

### 航空
距离昂赞最近的民用航空站为里尔机场，距离昂赞市中心的公路里程约46公里。

### 城市公共交通
昂赞是瓦朗谢讷城市公共交通（商业名称为）的服务范围，后者为瓦朗谢讷都会城市圈公共社区的城市公共交通系统。截至2020年12月，该系统共包括十余条线路，其中瓦朗谢讷有轨电车T1线、T2线和瓦朗谢讷公交2路、12路、13路、52路途径昂赞市区。

## 政治

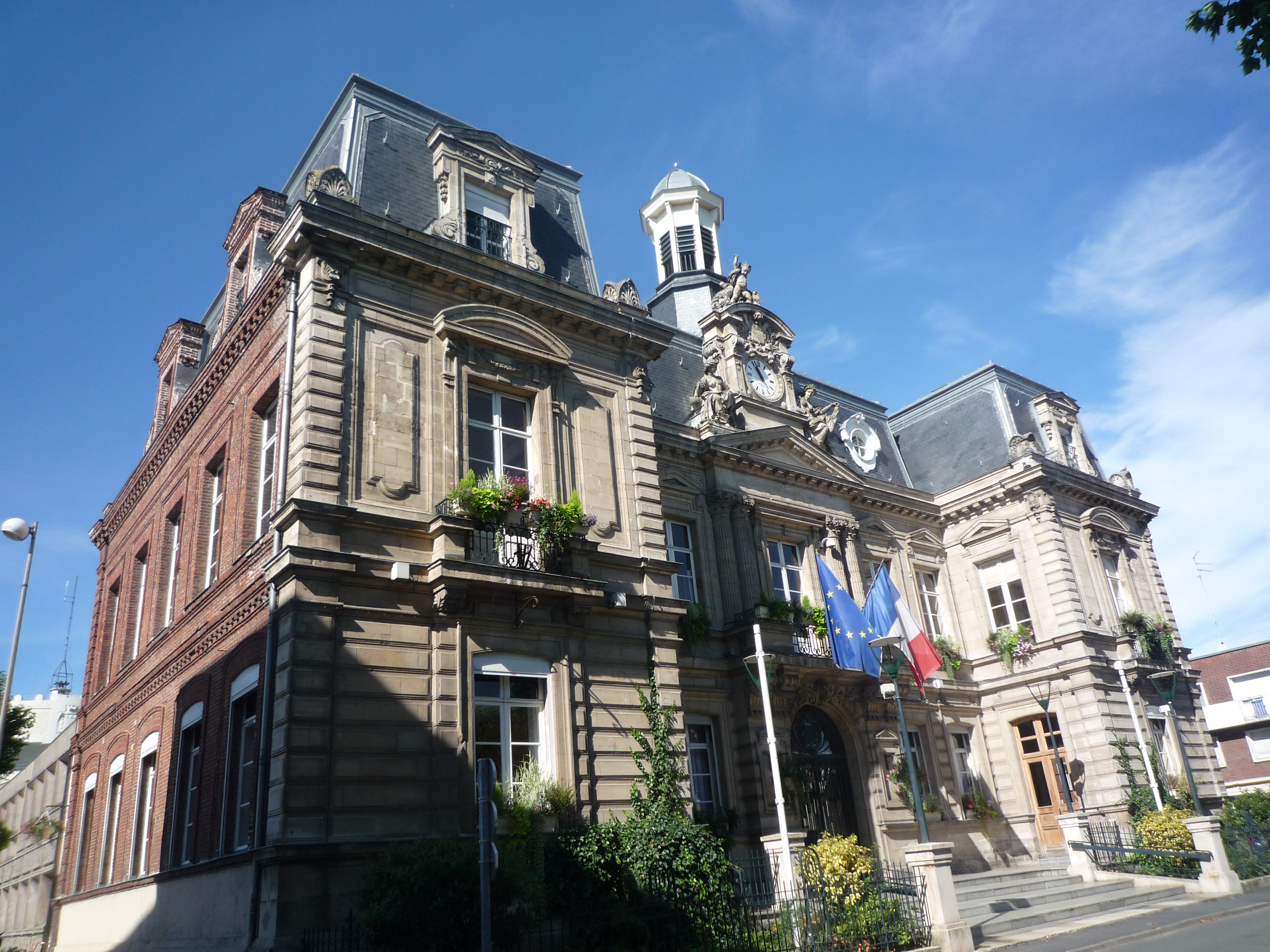
昂赞市政厅

昂赞的现任市长为皮埃尔-米歇尔·贝尔纳先生（Pierre-Michel Bernard），他是民主运动的一名成员，在2020年的市政选举中获得了72.82%的支持率。
在2017年的法国总统大选中，法国民族阵线主席让-玛丽·勒庞在昂赞获得了56.99%的支持率。

## 人口
2017年，昂赞市镇人口数量为13,305，在法国排名第733位。其中男性6,313人，女性6,992人，75岁及以上人口占5.2%，外籍人口数量为3,230人，人口密度为3,655人/平方公里，当地居民被称为（男性）或（女性）。2018年，昂赞境内出生179人，死亡人口139人。
| 年份   | 1936   | 1946   | 1954   | 1962   | 1968   | 1975   | 1982   | 1990   | 1999   | 2006   | 2011   | 2016   | 2017   |
| ------ | ------ | ------ | ------ | ------ | ------ | ------ | ------ | ------ | ------ | ------ | ------ | ------ | ------ |
| 人口數 | 14,804 | 14,235 | 15,658 | 16,275 | 15,634 | 14,866 | 14,602 | 14,064 | 14,052 | 14,051 | 13,479 | 13,426 | 13,305 |

## 经济
昂赞是一个区域性的中心城市，当地共有各类用人单位1,410家，平均历史为13年，其中97.59%为中小型企业（PME）。房屋租售（Location et exploitation de biens immobiliers propres ou loués）、社会团体（Activités des autres organisations associatives）及健康（Autres activités pour la santé humaine）是当地企业数量最多的三个领域，分别占总注册用人单位数量的24.8%、6%和6%。

## 财政收入
2018年，昂赞的财政收入总额为18,460,800欧元，财政支出总额为15,517,400欧元，当年的债务总额为7,884,920欧元。
2015年，昂赞的人均收入总额为2,305欧元，其中高职人员为3,489欧元，普通职员为1,734欧元。
2017年，昂赞境内的青壮年（15至64岁）失业率为28%，当地23.2%的家庭拥有纳税资格。

## 社会事务

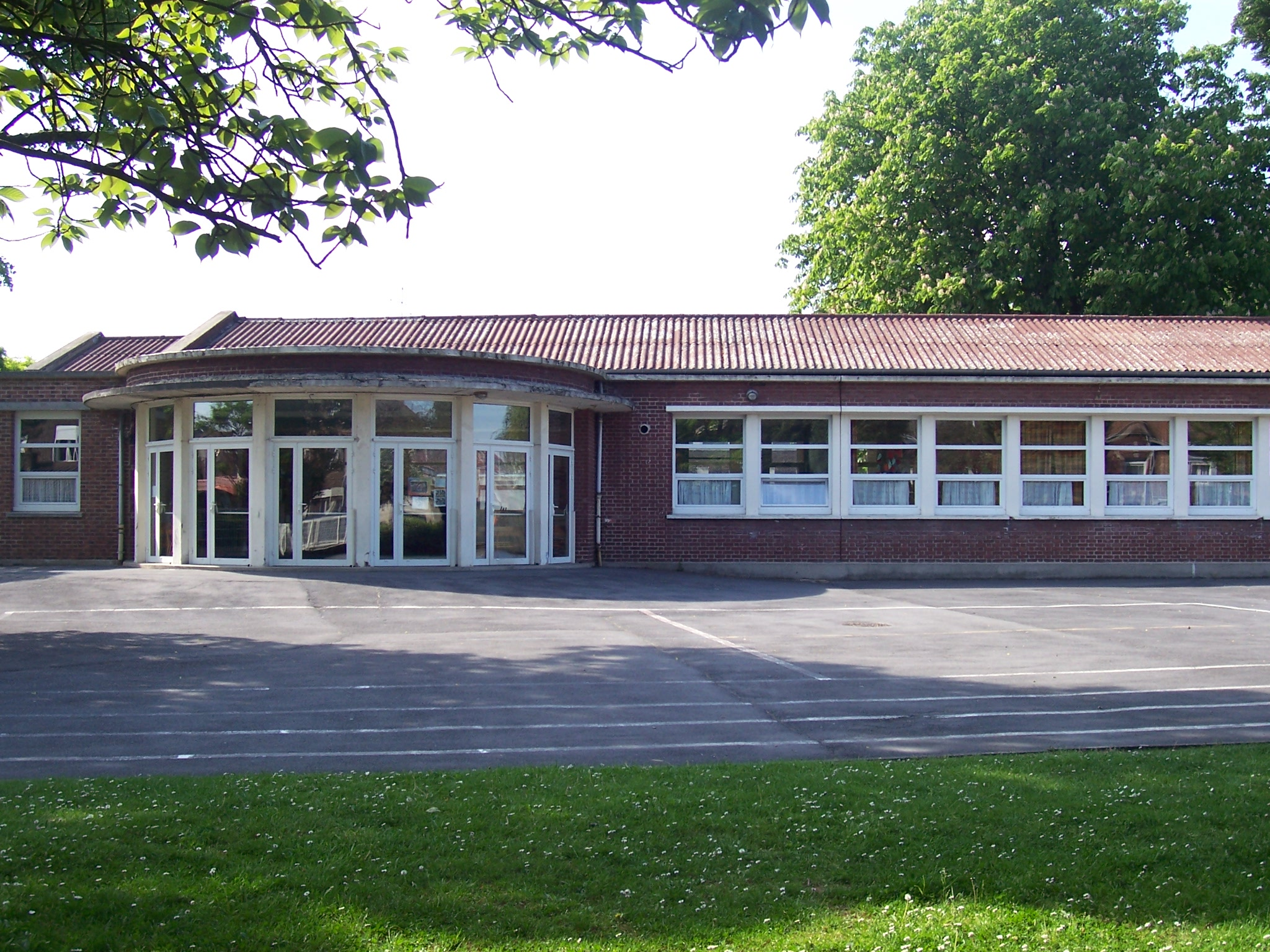
昂赞的一处小学

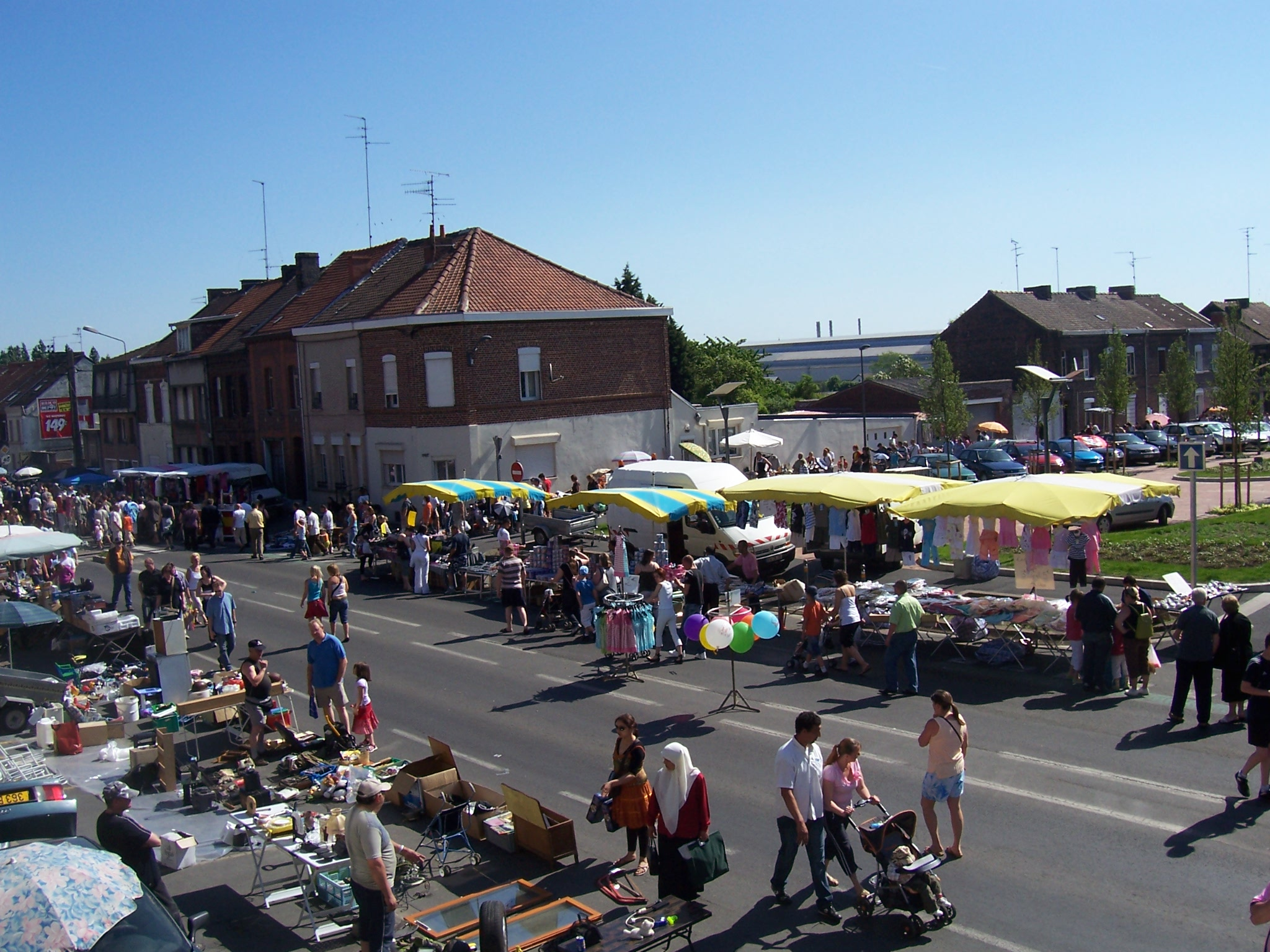
昂赞集市

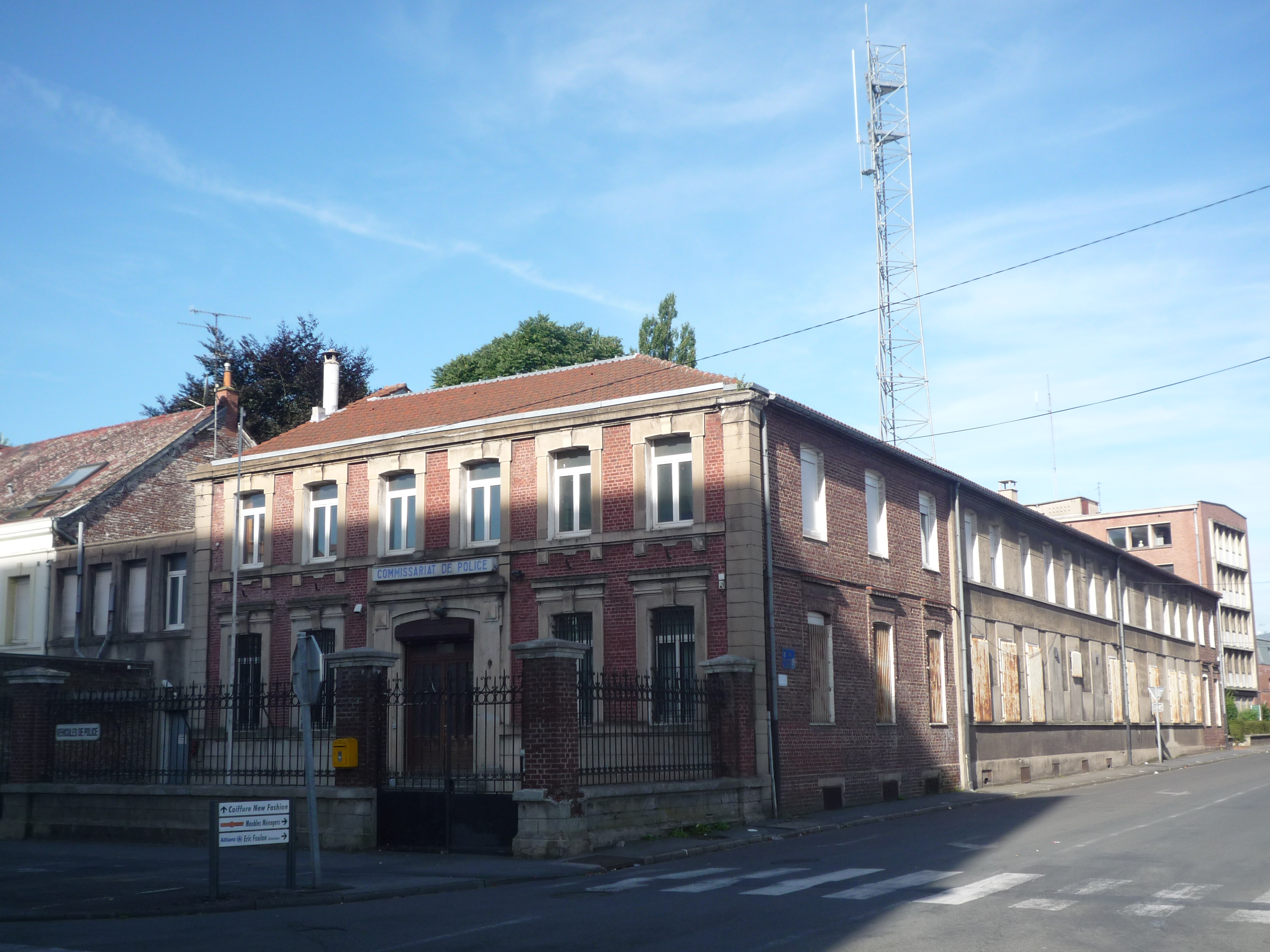
昂赞派出所

### 教育
昂赞属于里尔学区。截止2019年1月1日，昂赞境内共有5所幼儿园、5所小学、1所初级中学和1所职业高中。2018至2019学年度，昂赞境内共有在校中等教育阶段学生466名。

### 医疗
截止2019年1月1日，昂赞境内共有全科医生14名、保健师28名、牙医14名、护士27名、耳科医生5名、眼科医生9名、皮肤科医生3名、助产士1名、儿科医生1名和妇科医生2名。境内共有药房6家、养老院2家、残疾人帮扶中心4家。
昂赞是瓦朗谢讷中心医院（Centre Hospitalier de Valenciennes）的服务范围，后者是法国的一个区域性医疗机构，其主病区让·贝尔纳医院（Hôpital Jean Bernard）位于瓦朗谢讷市区西部，与昂赞交界，该病区设有床位1,697个，是当地规模最大的公立综合性医院。

### 住房
2017年，昂赞境内共有各类住房6,154套，其中67%为独立式居民区，主要分布于市区北部；32.6%为集中式居民区，主要分布于市区南部。常住房屋占昂赞市镇范围内居民建筑总量的90.1%。

### 商业
2018年，昂赞境内共有各类实体商铺240家，其中餐厅35家、大型超市3家、杂货店2家、面包房13家、肉铺8家、书店2家、装饰品店1家、银行门店6家、美容美发店16家、汽车维修店17家。市区西部的珀蒂特福雷境内建有大型开放式商业街区。

### 体育
2019年，昂赞境内共有3间体育馆、1座综合体育场、4处网球场、5处足球或橄榄球场以及1处篮球或排球场。
昂赞有两支足球俱乐部：昂赞足球俱乐部（Anzin FARC）和昂赞-圣欧班体育之星（Etoile Sportive d'Anzin Saint-Aubin），2020至2021赛季同时参加诺尔省足球联赛（埃诺赛区）。

### 环境
昂赞的环境事务由其所属的公共社区负责。2018年，昂赞境内共有4家污染企业。

### 治安
2018年，昂赞市镇范围内有1处派出所。
2014年，昂赞及附近地区共发生各类案件15,825起，其中盗窃类案件9,403起，经济类案件1,045起，毒品交易类案件901起。

## 文化
2019年，昂赞境内共有1家剧场和1家博物馆。昂赞市政府提供多媒体中心，向公众全年开放。

### 建筑
昂赞境内有多处法国国家文物保护单位，其中圣巴尔布教堂（Eglise Sainte-Barbe）、市政剧场等为当地的代表性建筑物。

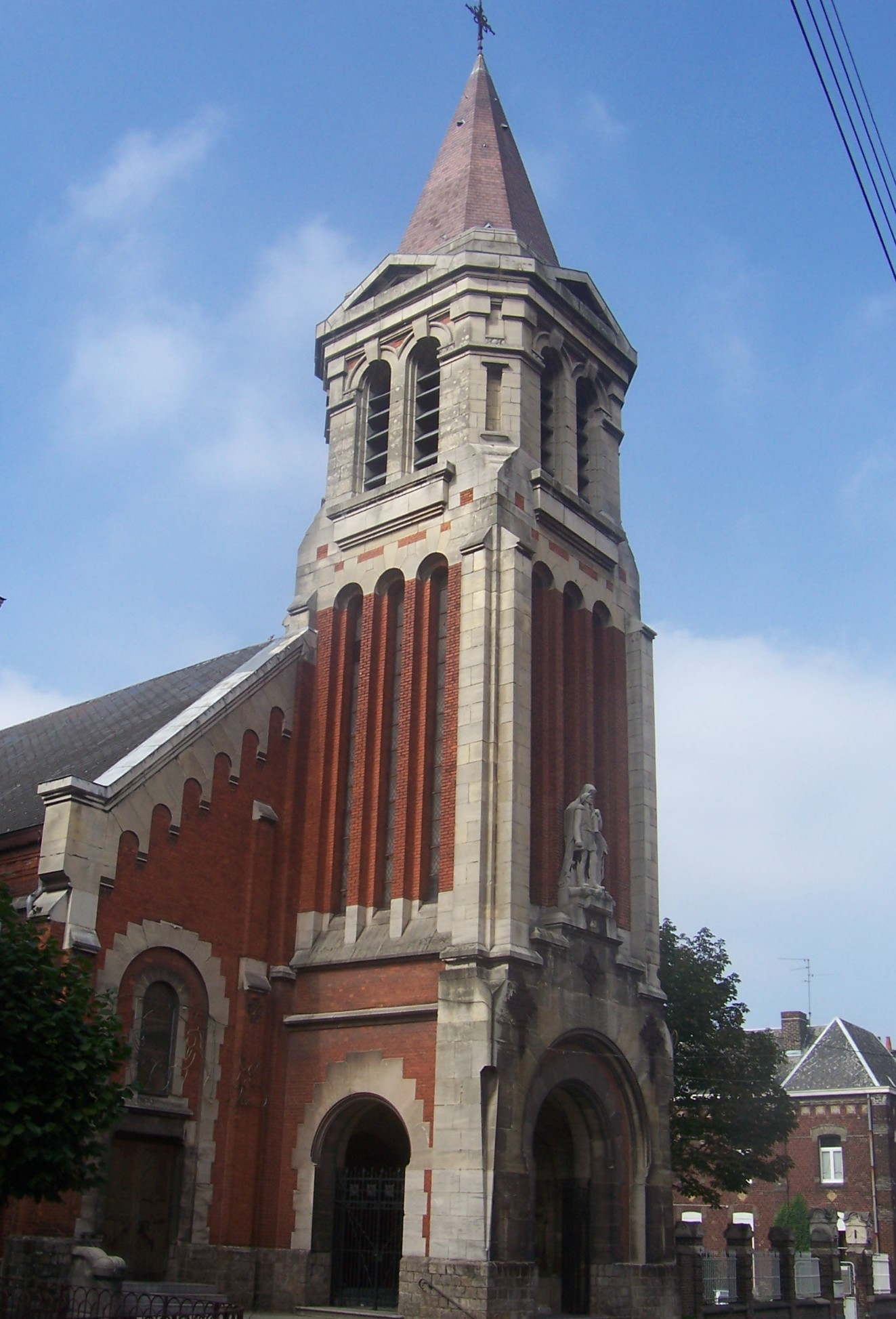
圣巴尔布教堂
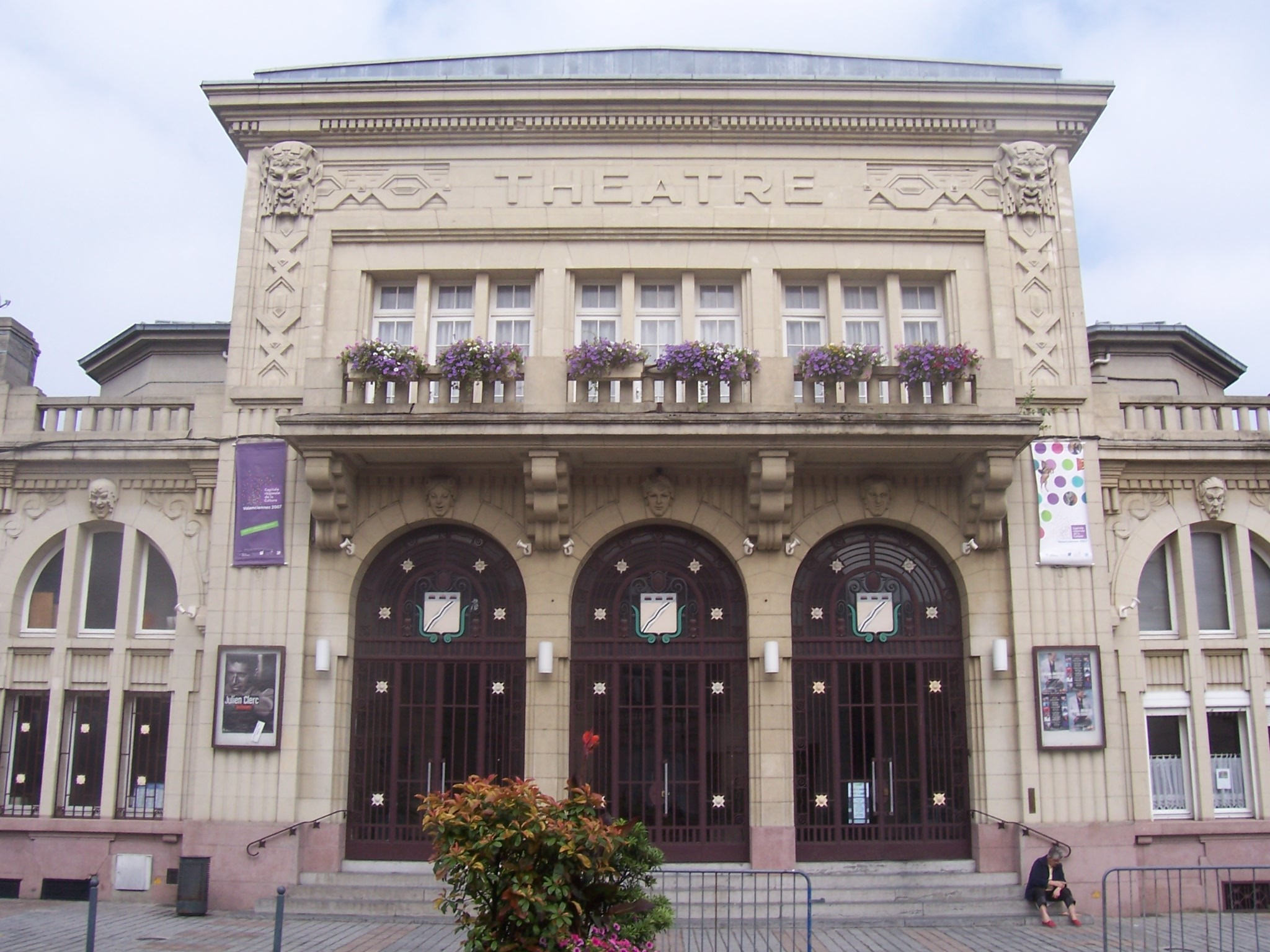
市政剧场
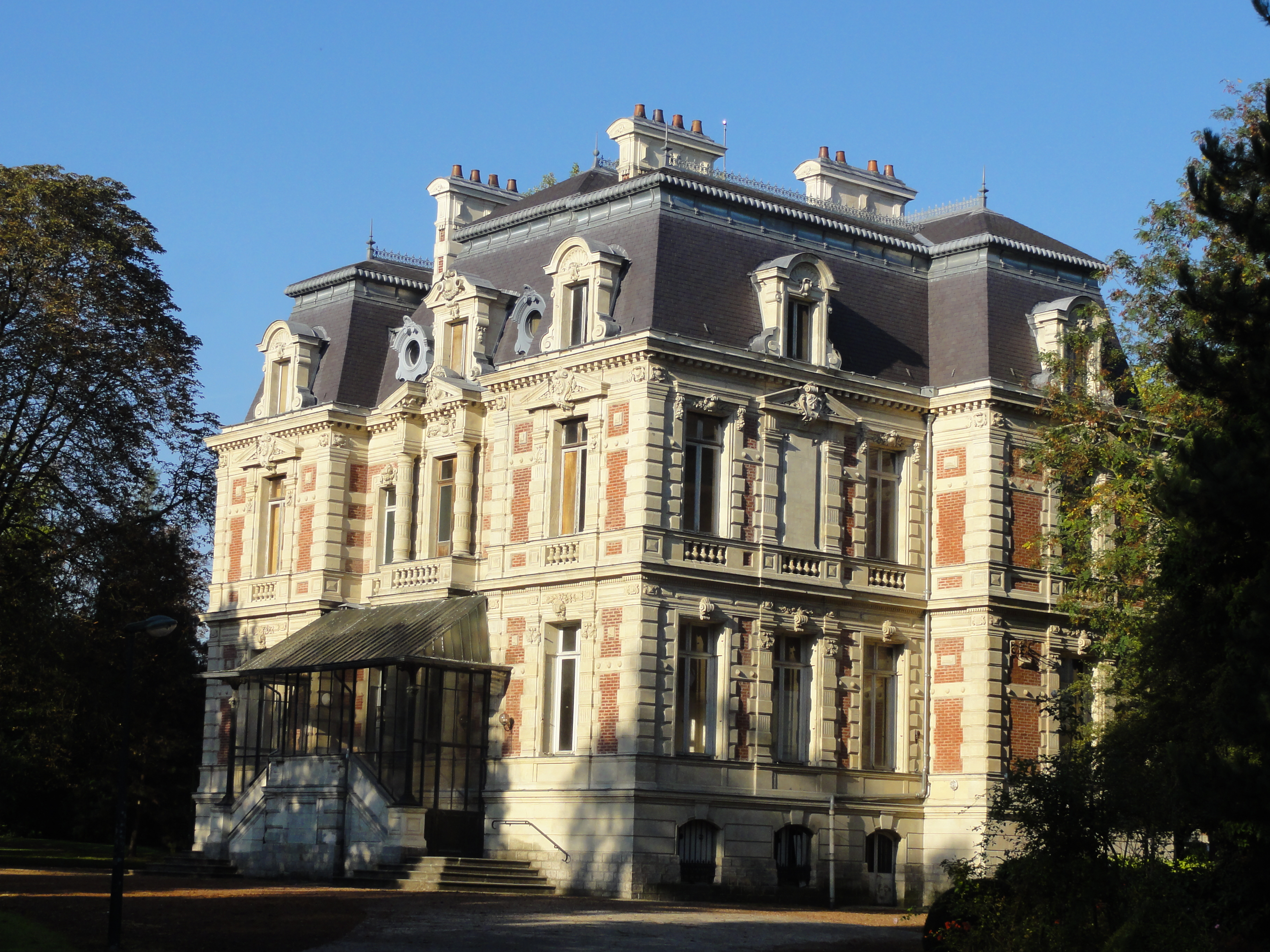
当皮埃尔水塔
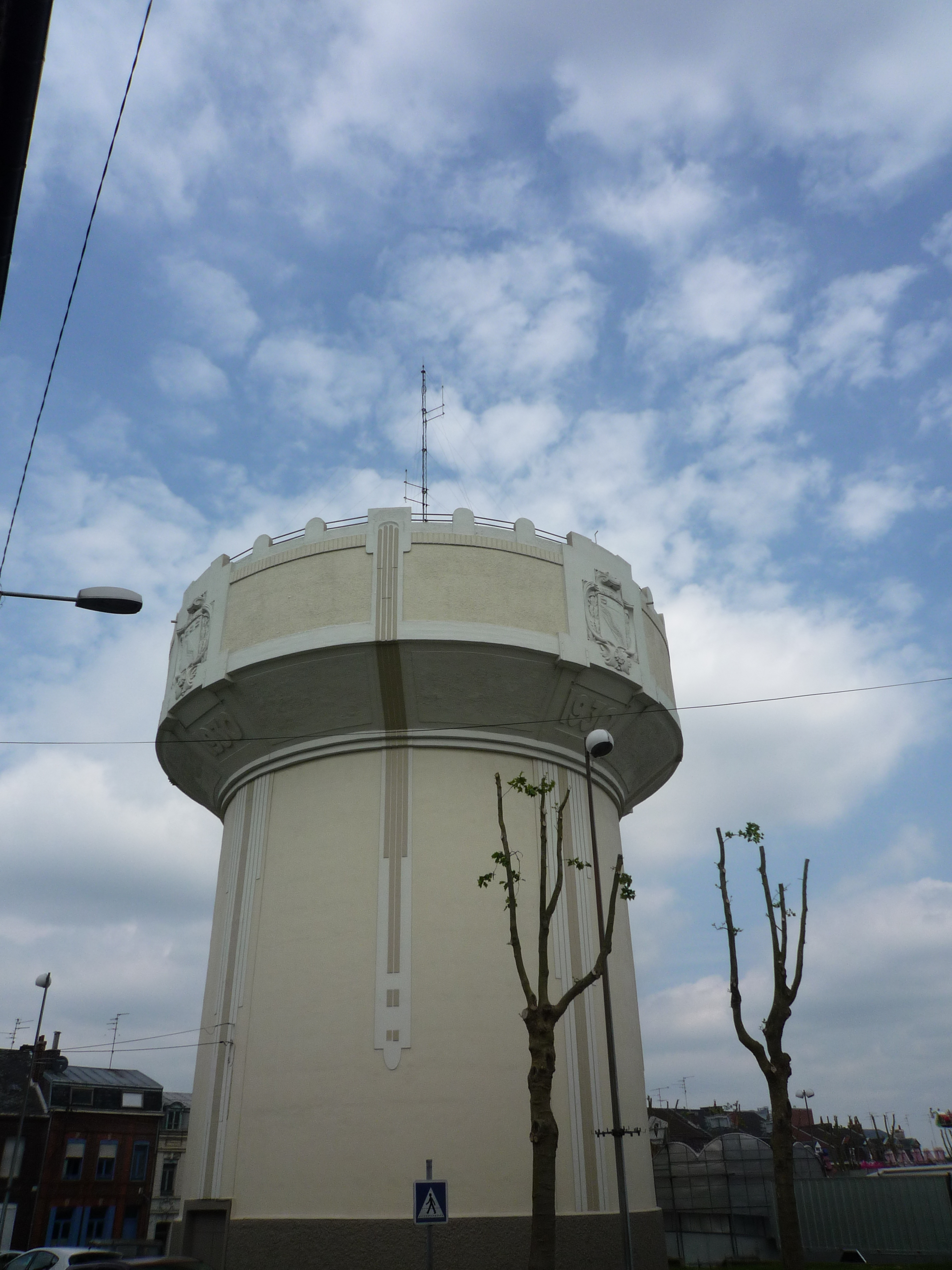
昂赞水塔
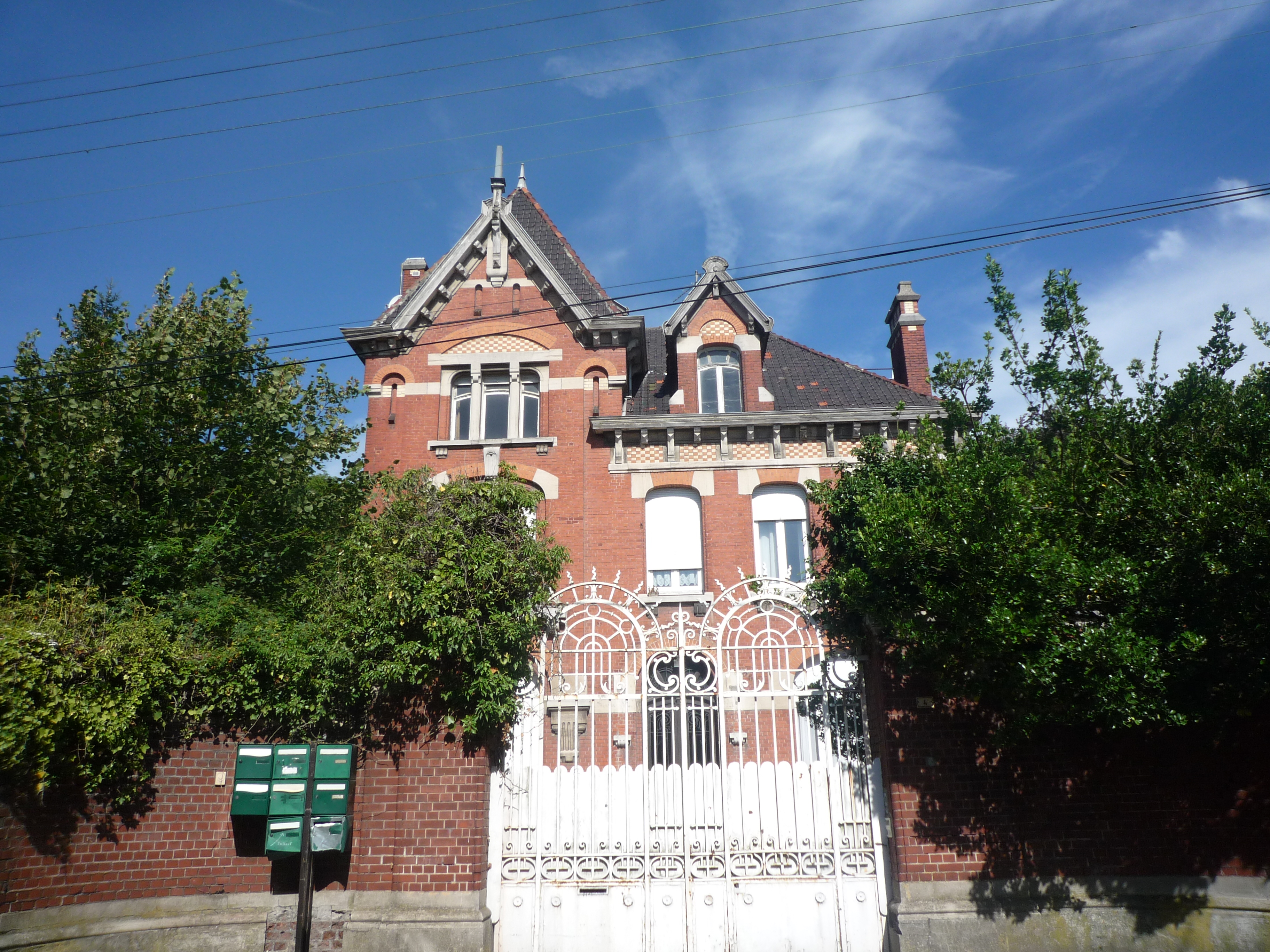
民居

### 旅游
昂赞的旅游事务由其所属的公共社区负责。2020年，昂赞境内暂无任何接待设施。

### 媒体
法国主要的媒体均可在昂赞接收，法国电视三台下属的上法兰西大区频道在部分时段播出昂赞所属区域的地方新闻。

## 友好城市
截至2020年12月，昂赞共与一座城市互为友好城市关系：
- 比利时 Boussu